# Hypolobocera (Lindacatalina) plana
Hypolobocera (Lindacatalina) plana is een krabbensoort uit de familie van de Pseudothelphusidae.